# Santo Amaro (Recife)
Santo Amaro é um bairro da cidade do Recife, no estado de Pernambuco, Brasil. O bairro está localizado na área central da cidade do Recife (vizinho ao bairro da Boa Vista e atravessando a Ponte de Limoeiro com o Recife Antigo), até a Zona Norte da cidade, limitando-se com a cidade de Olinda.

## História
Em 1814, foi inaugurado o Cemitério dos Ingleses, o primeiro da cidade, em terras doadas pelo Governo da Província ao Consulado Britânico. Também localizado no bairro é o Cemitério de Santo Amaro, cuja construção foi iniciada sob o governo de Francisco do Rego Barros, conde da Boa Vista, e inaugurado em 01 de março de 1851, sob a denominação Bom Jesus Cemitério da Redenção de Santo Amaro das Salinas. Sua capela, concluída em 1855, também foi projetada pelo engenheiro José Mamede Alves Ferreira. Também conta com importantes vias principais: A Rua da Aurora, parte da Avenida Norte, da Avenida Cruz Cabugá e parte da Avenida Agamenon Magalhães.
Em 1939 foi inaugurado o primeiro parque urbano e histórico da cidade do Recife, o Parque 13 de Maio, um dos parques mais visitados do Recife. No parque ficam importantes edifícios públicos, como a Biblioteca Pública do Estado de Pernambuco, a Câmara de Vereadores e a Assembléia Legislativa de Pernambuco.

## Demografia
A população é de 27.939 habitantes, com uma participação masculina de 12.680 (45,38) habitantes e uma feminina de 15.259 (54,62) habitantes. A maioria da população tem entre 25 e 29 anos de idade, com uma população de 13.258 (47,45%). Com 8.474 domicílios, possui uma média de 3,3 moradores por domicílio, com uma proporção de 55,32% das mulheres responsáveis pelo domicílio, e o valor da renda familiar mensal nominal é de 1.892,10. Com 8.474 domicílios, tem uma média de 3,3 residentes por domicílio, com uma proporção de 55,32% das mulheres responsáveis pelo agregado familiar e o valor da renda familiar média mensal nominal é de 1.892,10. A População por faixa etária	hab	% está entre os; 
0 – (4 anos)	1.745	6,25, 5 – (14 anos)	4.404 15,76, 15 – (17 anos)	1.468	5,25, (18 – 24  anos),	3.471	12,42, (25 – 59 anos), 13.258	47,45 (60 anos e mais)	3.593, 12,87. Contando com a população por cor ou raça³	% segundo o IBGE; Branca 34,49, Preta (9,64), Parda (54,27), Amarela	(1,3), Indígena	(0,3). A taxa de Alfabetização da População de 10 anos e mais⁴ (%): 90,5. A Média Geométrica de Crescimento Anual da *População (2000/2010): -0,42% e a Densidade Demográfica (habitante/hectare): 73,52. Zonas especiais de interesse sociais no bairro (Zeis), conta com Santo Amaro e João de Barros.

## Edificações
- o Cemitério de Santo Amaro[10]
- Assembleia Legislativa de Pernambuco (ALEPE)
- o Cemitério dos Ingleses
- o Instituto de Medicina Legal do Recife (IML)
- Monumento Tortura Nunca Mais
- Policlínica Valdemar de Oliveira (também conhecido como Bem-Estar)
- as sedes da TV Jornal, TV Guararapes, TV Universitária, RedeTV! Recife e TV Globo Pernambuco
- o Shopping Center Tacaruna
- Universidade Católica de Pernambuco (UNICAP)
- as sedes das igrejas Assembleia de Deus, Igreja Universal do Reino de Deus, Igreja Internacional da Graça de Deus, Igreja Mundial do Poder de Deus e Igreja Apostólica Plenitude do Trono de Deus
- o Palácio dos Despachos, do Governo de Pernambuco
- a sede do SESC, SENAC e do SENAI
- o Teatro Marco Camarote, SESC Santo Amaro
- o Hospital de Câncer de Pernambuco
- o Hospital Universitário Oswaldo Cruz
- a Faculdade de Ciências Médicas de Pernambuco
- o Rádio Clube de Pernambuco
- o Câmara de Vereadores do Recife
- Ginásio Pernambucano
- a Biblioteca Pública do Estado Pernambuco

## Economia
O Mercado de Santo Amaro foi entregue em junho de 1933 pelo então prefeito Antônio de Góis Cavalcanti. A construção, com 692 metros quadrados e 82 compartimentos, ocupou terreno de propriedade do senhor Caetano Lopes, onde havia um correr de casas (vilas, com casas geminadas). O mercado público passou por reforma em 1998, quando foi mantido o número de boxes. Comercializa cereais, frutas, verduras, frios, carnes, aves e ervas.
Tem construído o Palácio Frei Caneca, para servir os locais de despacho do Governo de Pernambuco (1967) e, mais ao norte, o Hospital de Santo Amaro, o projeto do engenheiro José Tibúrcio Pereira Magalhães, prédio em estilo neoclássico construído entre 1872 e 1892 para ser o Asilo de Mendicidade.

## Logradouros
As áreas que pertencem ao bairro são:
- Parque 13 de Maio
- Avenida Cruz Cabugá
- Avenida João de Barros
- A parte inicial da Avenida Norte
- A parte final da Rua da Aurora
- A parte inicial da Avenida Governador Agamenon Magalhães

## Galeria

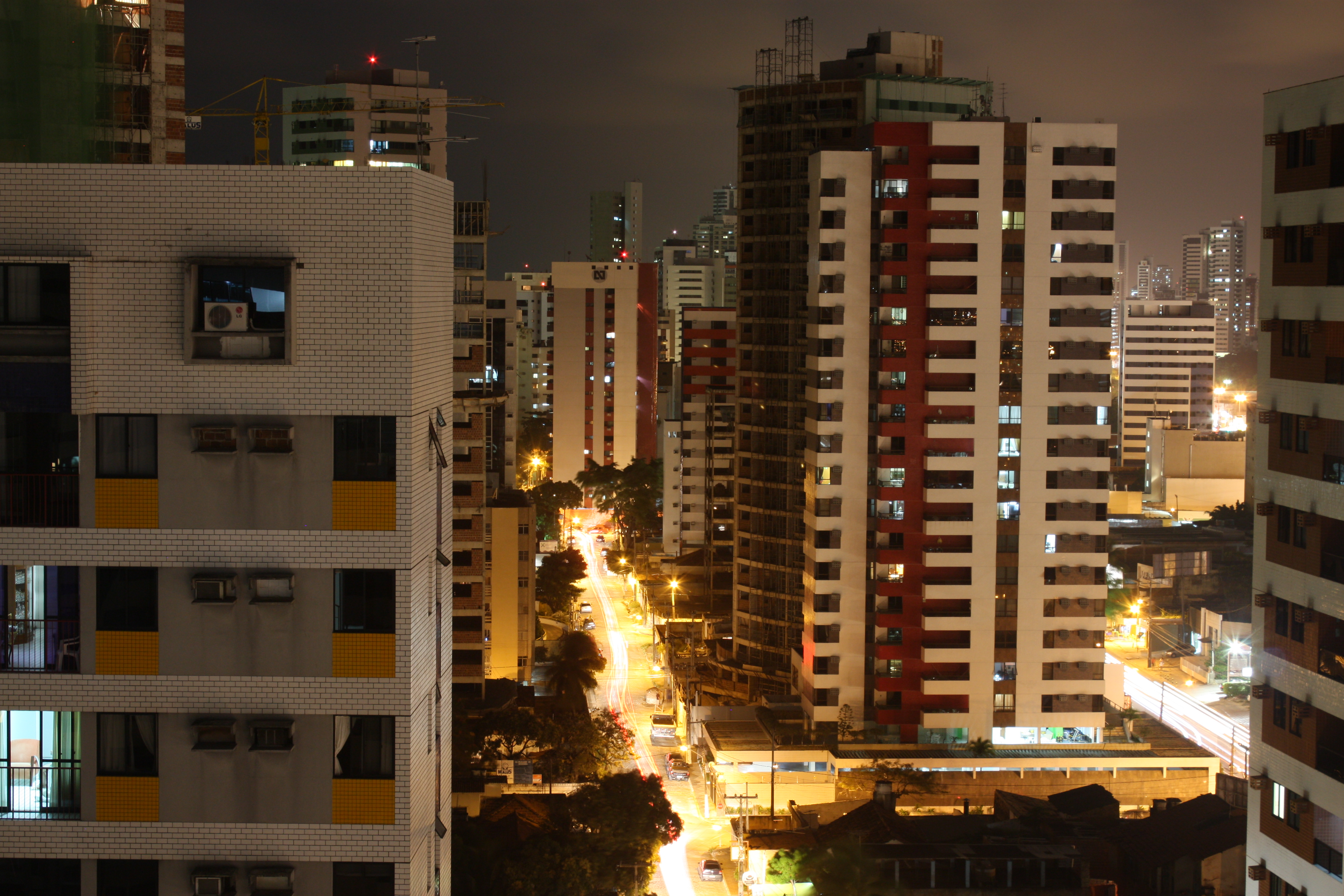
Recife à noite.
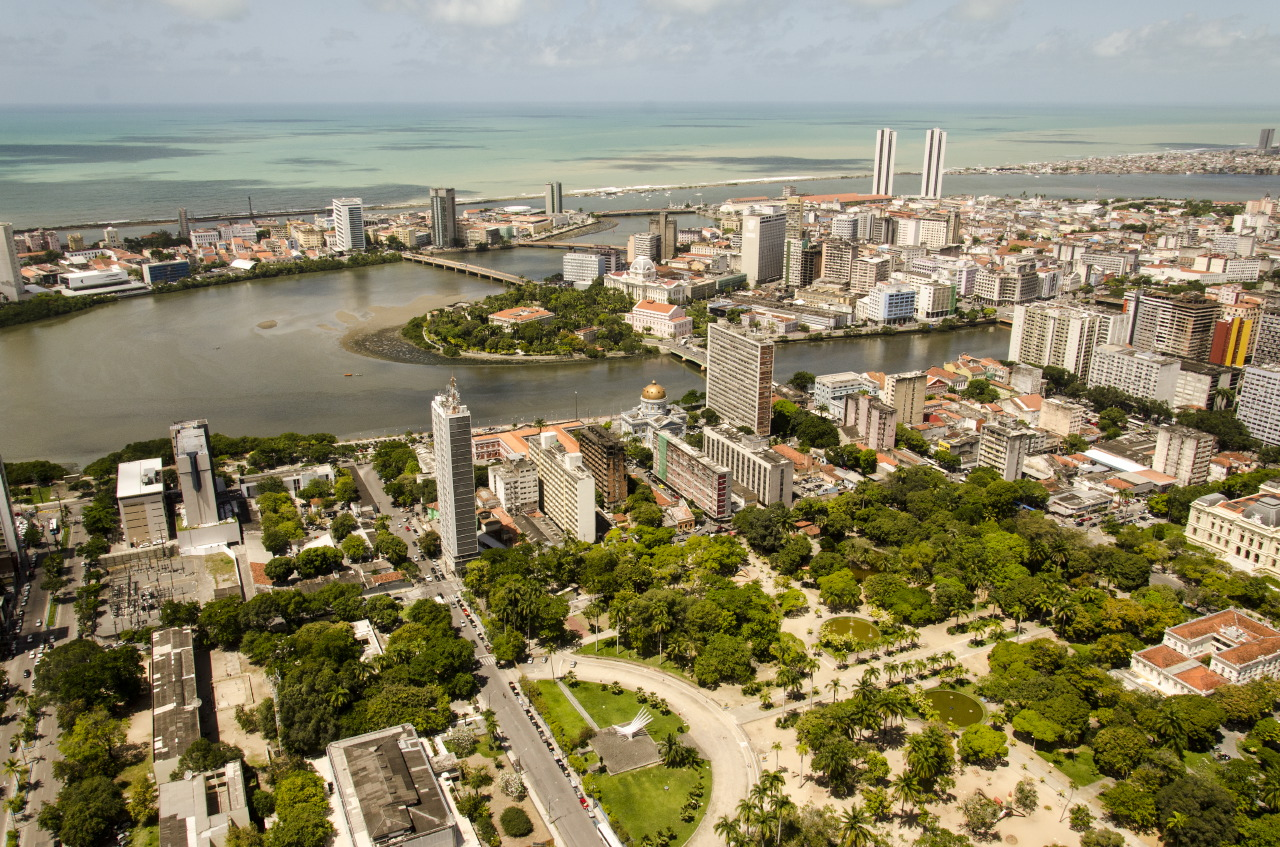
Imagem parcial do bairro de Santo Amaro com o bairro da Boa Vista.
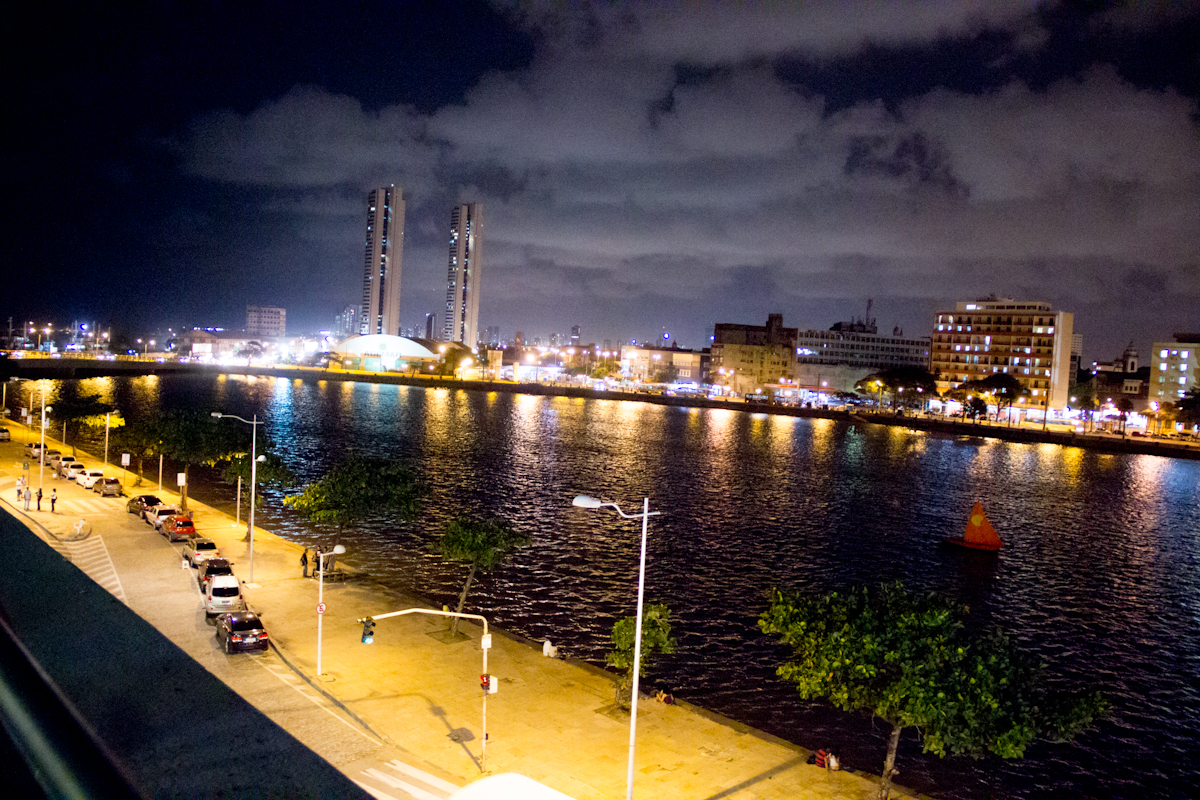
Rua da Aurora e o Rio Capibaribe.
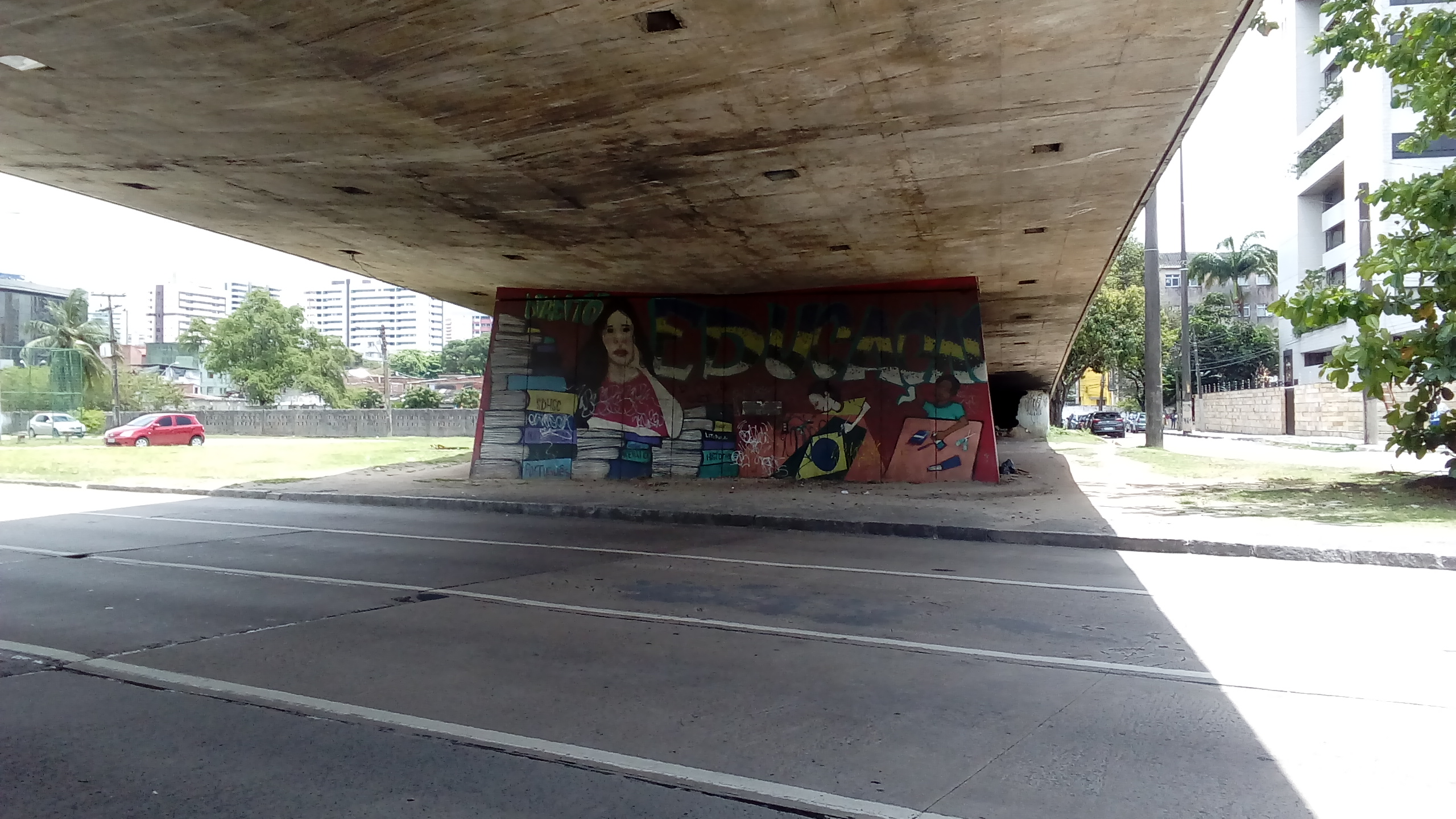
Viaduto Independência na Avenida Agamenon Magalhães.
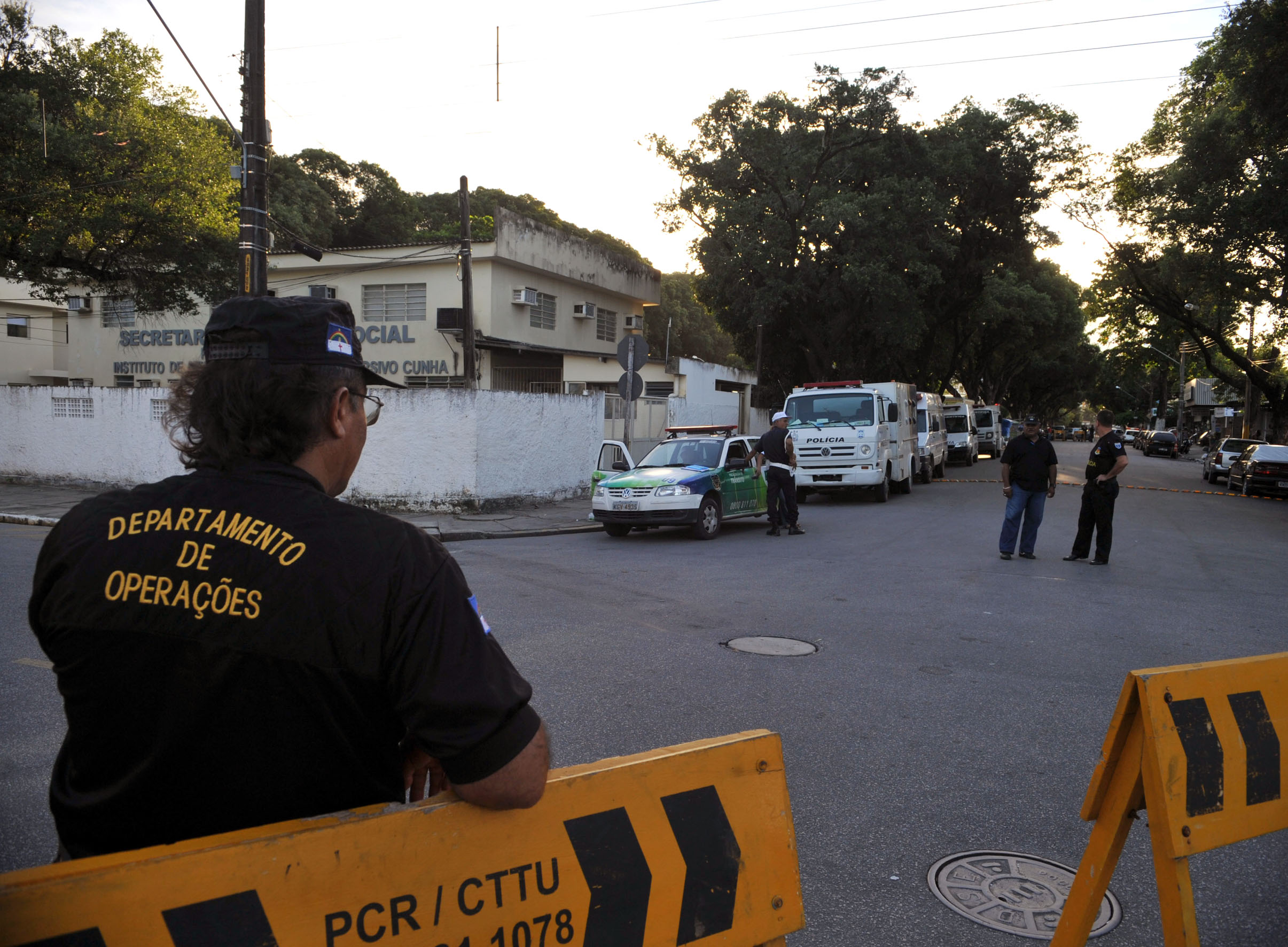
SESC.